# Lammassaari (ö i Jämsä, Kuorevesi, Kerteselkä)
Lammassaari är en ö i Finland. Den ligger i sjön Kerteselkä och i kommunen Jämsä i den ekonomiska regionen  Jämsä  och landskapet Mellersta Finland, i den södra delen av landet, 200 km norr om huvudstaden Helsingfors. Öns area är 2 hektar och dess största längd är 280 meter i öst-västlig riktning.